# Hélène Wezeu Dombeu
Hélène Wezeu Dombeu (8 de octubre de 1987) es una deportista camerunesa que compite en judo. Ganó dos medallas de oro en los Juegos Panafricanos en los años 2015 y 2019, y cinco medallas de bronce en el Campeonato Africano de Judo entre los años 2013 y 2020.

## Palmarés internacional
| Juegos Panafricanos | Juegos Panafricanos               | Juegos Panafricanos | Juegos Panafricanos |
| Año                 | Lugar                             | Medalla             | Categoría           |
| ------------------- | --------------------------------- | ------------------- | ------------------- |
| 2015                | Brazzaville (República del Congo) | Medalla de oro      | –63 kg              |
| 2019                | Rabat (Marruecos)                 | Medalla de oro      | –63 kg              |
| Campeonato Africano |                                   |                     |                     |
| Año                 | Lugar                             | Medalla             | Categoría           |
| 2013                | Maputo (Mozambique)               | Medalla de bronce   | –63 kg              |
| 2015                | Libreville (Gabón)                | Medalla de bronce   | –63 kg              |
| 2017                | Antananarivo (Madagascar)         | Medalla de bronce   | –63 kg              |
| 2019                | Ciudad del Cabo (Sudáfrica)       | Medalla de bronce   | –63 kg              |
| 2020                | Antananarivo (Madagascar)         | Medalla de bronce   | –63 kg              |